# 排档间饰

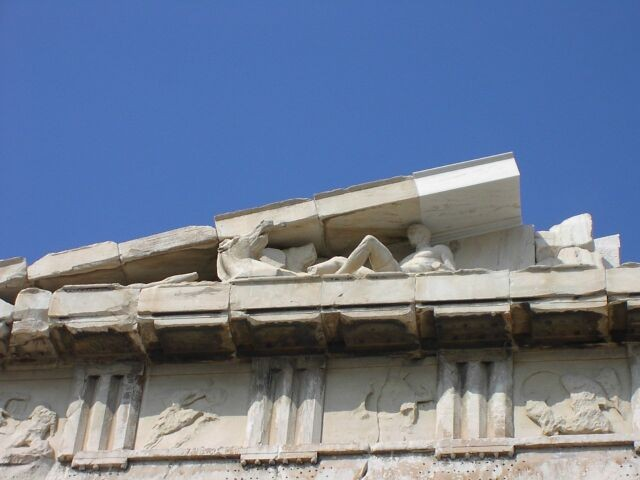
帕德嫩神庙的屋顶，下排有数个排档间饰

排档间饰（Metope）是多立克風格腰線的三聯淺槽飾之间的方形部分，通常装饰有雕塑。这个词来源于古希腊语“μέτοπη”，由“μέτα”（“之间”）和“ωπη”（“景象”）组成。最著名的排档间饰是雅典卫城上帕德嫩神庙的五十二块雕塑，描述了肯陶洛斯和拉皮斯人的戰争。